# Propostira
Genre
Propostira est un genre d'araignées aranéomorphes de la famille des Theridiidae.

## Distribution
Les espèces de ce genre se rencontrent en Inde et au Sri Lanka.

## Liste des espèces
Selon World Spider Catalog (version 16.0, 15/04/2015) :
- Propostira quadrangulata Simon, 1894
- Propostira ranii Bhattacharya, 1935

## Publication originale
- Simon, 1894 : Histoire naturelle des araignées. Paris, vol. 1, p. 489-760 (texte intégral).